# Kościół Świętej Rodziny w Pradze
Kościół Świętej Rodziny w Pradze-Řepy – główny kościół parafii Řepy. Znajduje się w kompleksie klasztoru sióstr miłosierdzia (boromeuszek). 
Kościół zbudowano w XIX wieku, a jego konsekracja miała miejsce w 1861. W 1934 zakończono dekorację kościoła freskami przedstawiającymi żywot Świętej Rodziny oraz liczne anioły. W 1950 kościół zamknięto i przeznaczono na ciemnię fotograficzną (prezbiterium), magazyn i garaże (w nawie znajdował się warsztat samochodowy). Po 1992 został zwrócony siostrom miłosierdzia i poddany renowacji, a 16 sierpnia 2000 uznano go za pomnik kultury Republiki Czeskiej.